# Mühlentor
Les fortifications de la ville de Lübeck, en Allemagne, sont mentionnées officiellement pour la première fois en 1239. La portion Sud a été vraisemblablement érigée au début du XIVe siècle. C'est à cette période qu'a été construite la porte Mühlentor intérieure, qui assurait l'entrée sur la Mühlenstraße. La Mühlentor a aujourd'hui disparu, contrairement à la Holstentor, à l'Ouest de la ville, et à la Burgtor, au Nord.